# 님로스
님로스(Nimloth)는 실마릴리온의 등장인물이다. 도리아스의 요정으로 싱골의 동생 엘모의 증손녀이며, 루시엔의 아들 디오르 엘루킬의 부인으로도 알려졌다.  이후에 비극적 운명을 맞이하는 쌍둥이 아들 엘루린, 엘루레드와 그리고 외동딸 엘윙 3명을 낳았다. 싱골의 후계자가 된 디오르가 메네그로스를 부흥시키던 도중 실마릴의 소유권을 주장한 페아노르의 아들들의 요구를 묵살하여 동족살해가 발생했을 때 그녀 역시 놀도르에 의해 죽음을 맞이한다.